# Miha Fontaine
Miha Fontaine (* 3. Januar 2004 in Sherbrooke, Québec) ist ein kanadischer Freestyle-Skier. Er ist auf die Disziplin Aerials (Springen) spezialisiert. Sein Vater Nicolas war ebenfalls Freestyle-Skier.

## Biografie
Miha Fontaine kam 2004 als Sohn des ehemaligen Aerials-Weltmeisters Nicolas und seiner Frau Caroline in Fleurimont in der Provinz Québec zur Welt. Von seinem Vater trainiert, begann Miha Fontaine in Lac-Beauport früh mit dem Skifahren und dem Freestyle-Skiing. Bis 2018 bestritt er auch Wettkämpfe auf der Buckelpiste, spezialisierte sich dann aber auf das Springen.
Im Januar 2019 gab Fontaine in Lake Placid sein Debüt im Nor-Am Cup und landete als Zehnter auf Anhieb im Spitzenfeld. Seinen zweiten Wettkampf in seinem Heimskigebiet Le Relais gewann er und erreichte nach einem weiteren guten Ergebnis Rang vier der Disziplinenwertung. Bei den kanadischen Meisterschaften sicherte er sich die Silbermedaille. Im folgenden Winter feierte er in Le Relais und Bristol Mountain vier Nor-Am-Siege und entschied sowohl die Disziplinen- als auch die Gesamtwertung für sich.
Sein Debüt im Freestyle-Skiing-Weltcup gab Miha Fontaine am 7. Februar 2020. Ein Jahr später klassierte er sich als Achter in Minsk-Raubitschy erstmals unter den besten zehn. Bei seinen ersten Weltmeisterschaften in Almaty belegte er im Einzel Platz 22 und mit dem Team Platz sechs. In der Saison 2021/22 qualifizierte er sich mit zwei Top-10-Ergebnissen für die Olympischen Winterspiele von Peking. Dort gewann er an der Seite von Lewis Irving und Marion Thénault hinter den USA und China die Bronzemedaille im erstmals olympischen Mixed-Teamwettbewerb.

## Erfolge

### Olympische Spiele
- Peking 2022: 3. Aerials Mixed, 13. Aerials

### Weltmeisterschaften
- Almaty 2021: 6. Aerials Mixed, 22. Aerials

### Weltcupwertungen
| Saison  | Gesamt | Gesamt | Aerials | Aerials |
| Saison  | Platz  | Punkte | Platz   | Punkte  |
| ------- | ------ | ------ | ------- | ------- |
| 2019/20 | 211.   | 2,86   | 35.     | 20      |
| 2020/21 | –      | –      | 20.     | 87      |
| 2021/22 | –      | –      | 15.     | 120     |

### Juniorenweltmeisterschaften
- Chiesa in Valmalenco 2022: 2. Aerials Mixed, 7. Aerials
- Chiesa in Valmalenco 2024: 1. Aerials Mixed, 2. Aerials

### Nor-Am Cup
- Saison 2018/19: 4. Aerials-Wertung
- Saison 2019/20: 1. Gesamtwertung, 1. Aerials-Wertung
- 7 Podestplätze, davon 5 Siege:

| Datum            | Ort              | Land   | Disziplin |
| ---------------- | ---------------- | ------ | --------- |
| 1. Februar 2019  | Le Relais        | Kanada | Aerials   |
| 28. Februar 2020 | Le Relais        | Kanada | Aerials   |
| 29. Februar 2020 | Le Relais        | Kanada | Aerials   |
| 7. März 2020     | Bristol Mountain | USA    | Aerials   |
| 8. März 2020     | Bristol Mountain | USA    | Aerials   |

### Weitere Erfolge
- 1 kanadischer Vizemeistertitel (Aerials 2019)